# Okinawa (Okinawa)

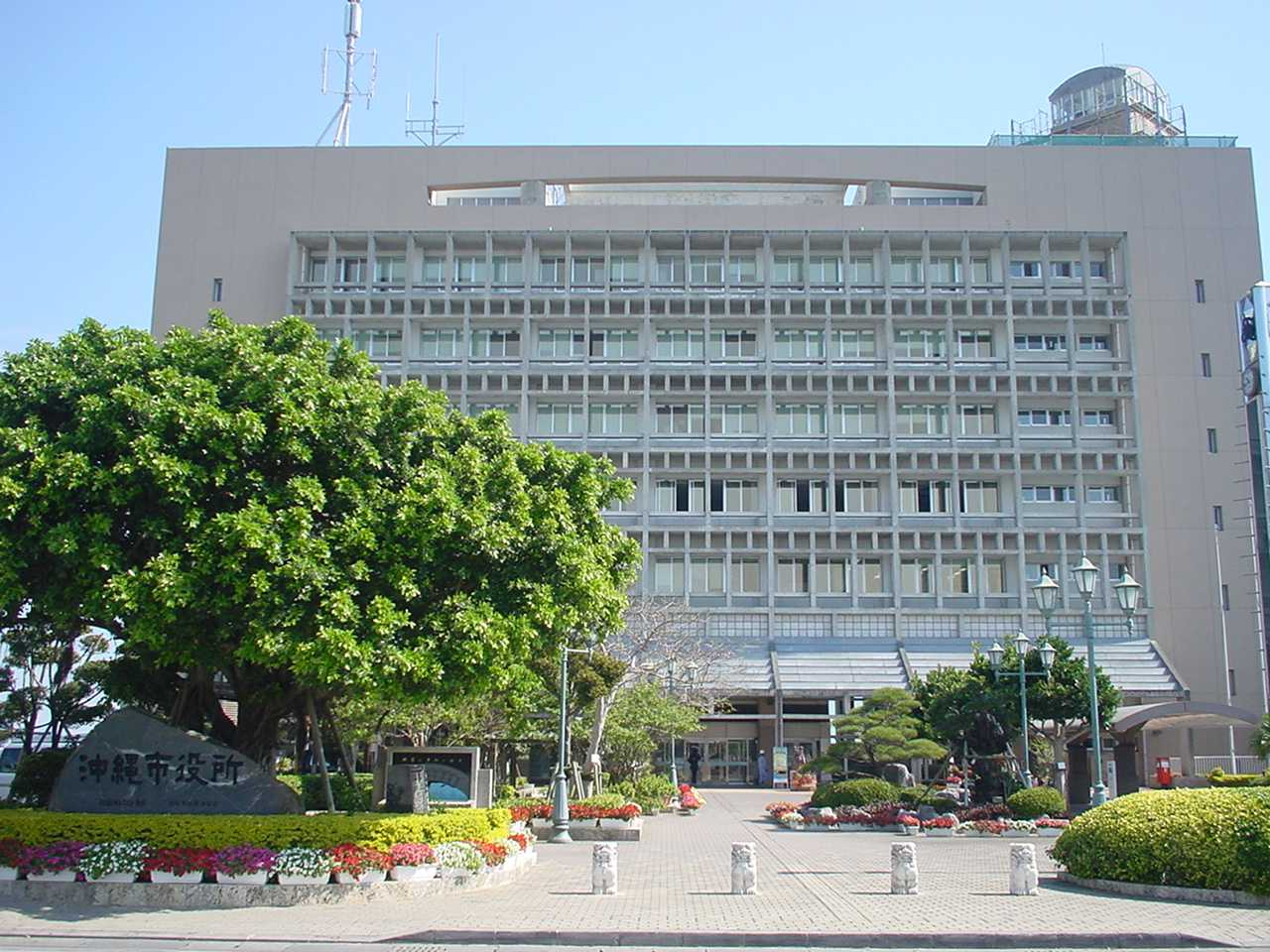
Rathaus von Okinawa

Okinawa (japanisch 沖縄市, -shi) ist eine Stadt auf Okinawa Hontō in der Präfektur Okinawa, Japan. In Okinawa erstreckt sich auf 7,46 km² ein Teil des Luftwaffenstützpunkts Kadena Air Base der US-Luftwaffe.

## Geschichte
Die Stadt Okinawa ging 1974 aus einem Zusammenschluss der Stadt Koza (jap. コザ市, -shi) und dem Ort Misato (jap. 美里村, -son) hervor, die Ortsbezeichnung „Koza“ wird bis heute noch manchmal – informell – verwendet.
Der wirtschaftliche und kulturelle Einfluss der US-Stützpunkte auf Koza war stark, bis heute gibt es z. B. eine Musik-Szene, die auf diesen US-Einfluss zurückgeht.

## Verkehr
- Straße
  - Okinawa-Autobahn
  - Nationalstraße 329,330

## Angrenzende Städte und Gemeinden
- Uruma

## Persönlichkeiten
- Ryō Kiyuna (* 1990), Karateka
- Keisuke Tanabe (* 1992), Fußballspieler
- Lisa-Marie Rioux (* 1997), Tennisspielerin